# Vigo

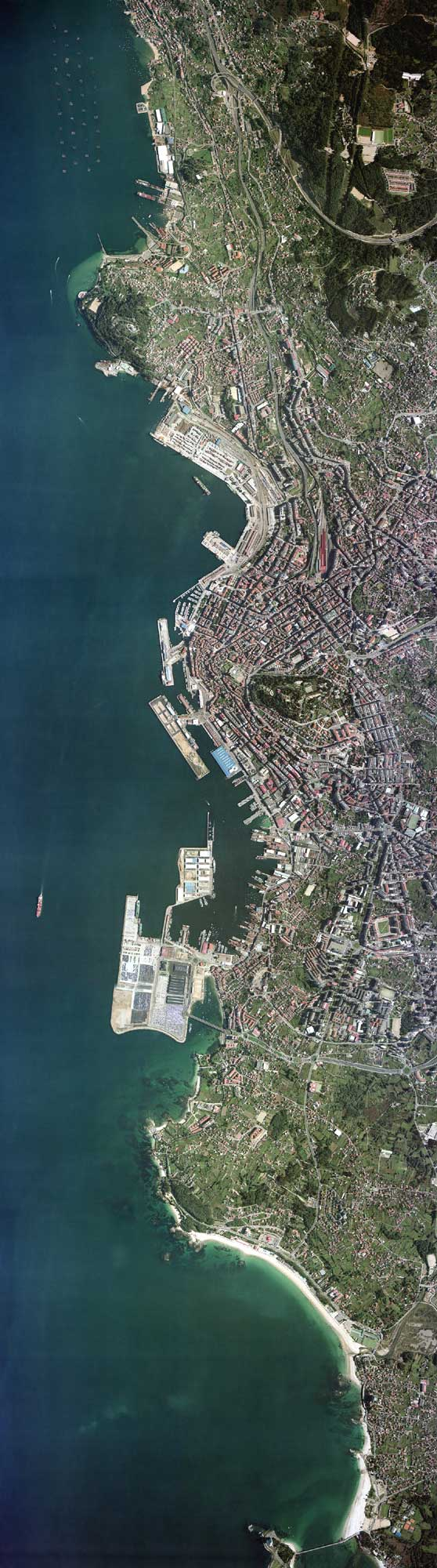
Luftaufnahme von Vigo

Vigo (galicisch und spanisch [ˈbiɣo]) ist eine Hafen- und Industriestadt mit 293.977 Einwohnern (Stand: 2024) in der Provinz Pontevedra in der autonomen Region Galicien (Galicia) im Nordwesten Spaniens. Die an der Ría de Vigo gelegene Universitätsstadt ist die größte Stadt Galiciens.

## Geographie

### Lage
Vigo liegt im Süden der nach der Stadt benannten etwa 35 Kilometer langen Ría de Vigo, die zu den Rías Baixas zählt, am Atlantischen Ozean. Die Stadt erstreckt sich an den Hängen des Monte del Castro rund um einen Naturhafen.
Im Nordosten grenzt die Stadt an Redondela, im Osten an Mos, im Süden an O Porriño und Gondomar und im Südwesten an Nigrán.

### Klima

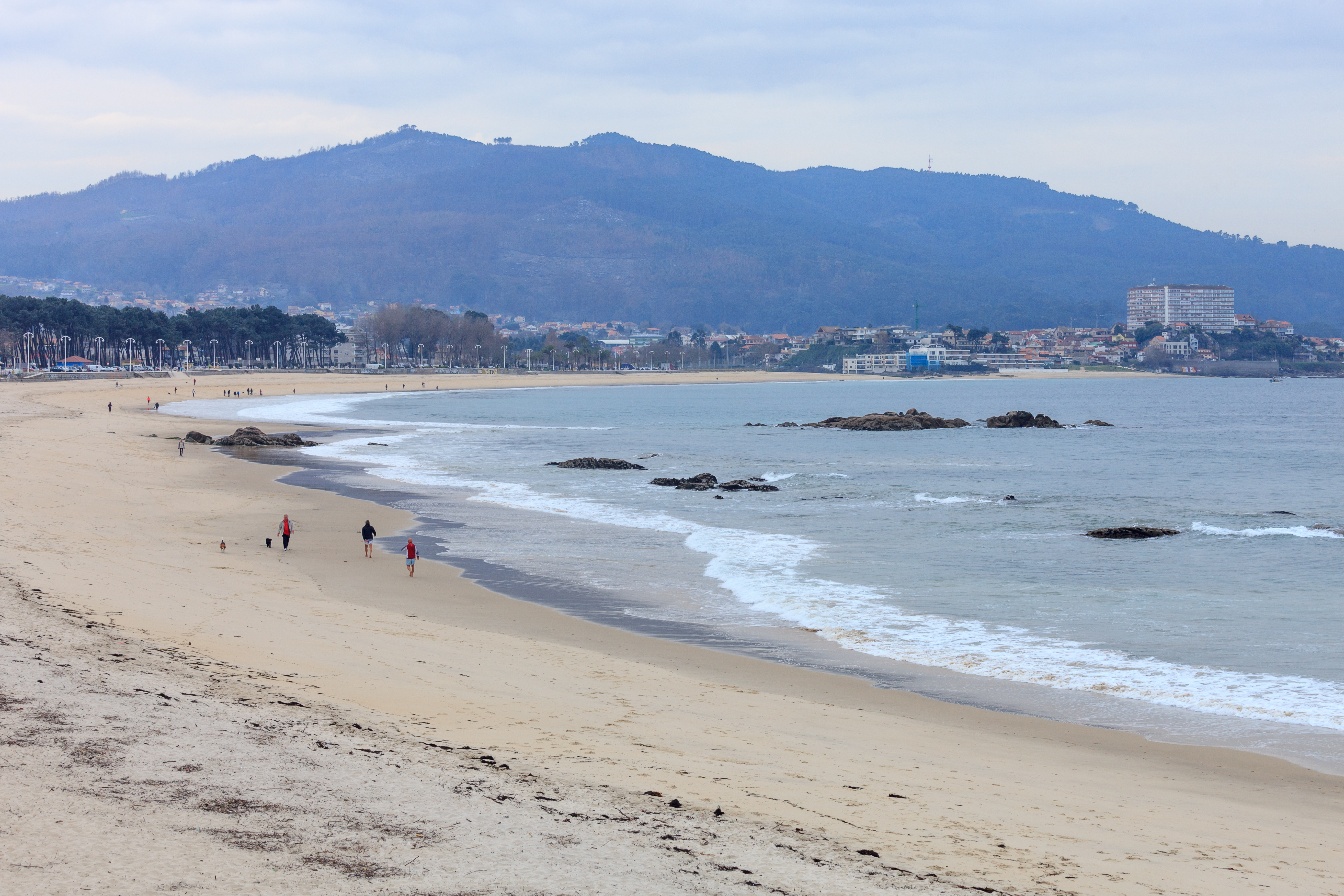
Strand in Vigo

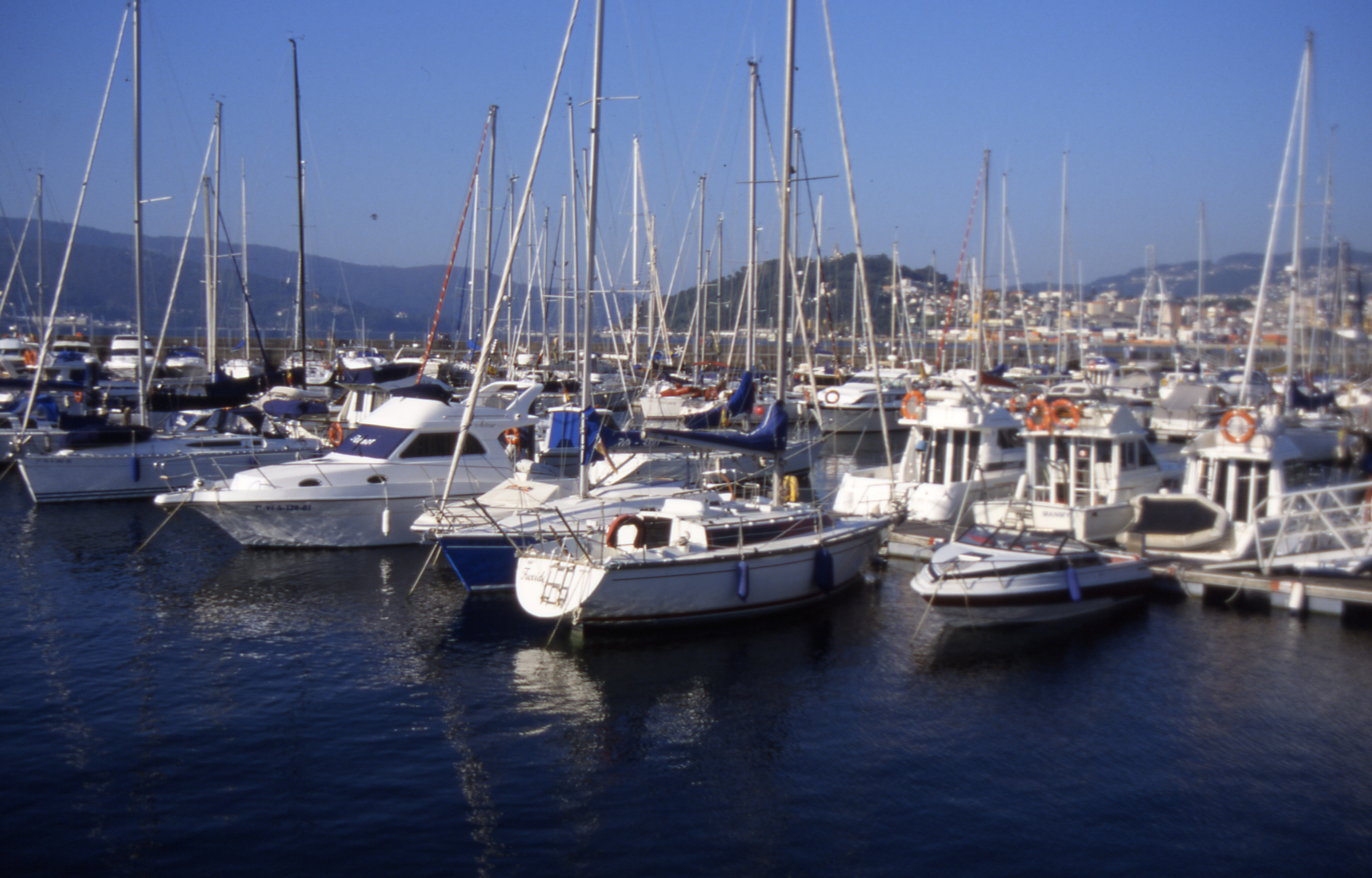
Yachthafen von Vigo

|                        | Jan  | Feb  | Mär  | Apr  | Mai  | Jun  | Jul  | Aug  | Sep  | Okt  | Nov  | Dez  |   |       |
| Mittl. Temperatur (°C) | 8,6  | 9,6  | 11,5 | 12,4 | 14,6 | 17,9 | 19,6 | 19,8 | 18,3 | 15,0 | 11,5 | 9,3  | ⌀ | 14    |
| Mittl. Tagesmax. (°C)  | 11,9 | 13,3 | 15,7 | 16,6 | 18,8 | 22,5 | 24,4 | 24,7 | 22,8 | 18,8 | 14,9 | 12,4 | ⌀ | 18,1  |
| Mittl. Tagesmin. (°C)  | 5,4  | 5,8  | 7,3  | 8,2  | 10,4 | 13,2 | 14,8 | 15,0 | 13,8 | 11,2 | 8,2  | 6,3  | ⌀ | 10    |
|                        |      |      |      |      |      |      |      |      |      |      |      |      |   |       |
| Niederschlag (mm)      | 208  | 162  | 141  | 157  | 127  | 62   | 44   | 45   | 102  | 231  | 246  | 262  | Σ | 1787  |
|                        |      |      |      |      |      |      |      |      |      |      |      |      |   |       |
| Sonnenstunden (h/d)    | 3,7  | 4,5  | 5,7  | 6,4  | 7,4  | 9,1  | 9,5  | 9,3  | 7,1  | 5,0  | 3,7  | 3,3  | ⌀ | 6,2   |
|                        |      |      |      |      |      |      |      |      |      |      |      |      |   |       |
| Regentage (d)          | 14,0 | 11,7 | 11,6 | 13,5 | 12,4 | 6,9  | 5,0  | 4,7  | 7,8  | 13,1 | 13,1 | 15,1 | Σ | 128,9 |
|                        |      |      |      |      |      |      |      |      |      |      |      |      |   |       |
| Luftfeuchtigkeit (%)   | 84   | 78   | 73   | 73   | 73   | 71   | 71   | 71   | 74   | 81   | 84   | 84   | ⌀ | 76,4  |

| 5,4 |

| 5,8 |

| 7,3 |

| 8,2 |

| 10,4 |

| 13,2 |

| 14,8 |

| 15,0 |

| 13,8 |

| 11,2 |

| 8,2 |

| 6,3 |

| 5,4 |

| 5,8 |

| 7,3 |

| 8,2 |

| 10,4 |

| 13,2 |

| 14,8 |

| 15,0 |

| 13,8 |

| 11,2 |

| 8,2 |

| 6,3 |

## Geschichte

### Von der Gründung bis zum 19. Jahrhundert
Vigo wurde von den Römern gegründet (Vicus). Die spätere mittelalterliche Siedlung befand sich am Fuße des Berges O Castro und schloss das heutige Altstadtviertel Berbés mit ein.
Ende des 10. Jahrhunderts fiel Maurenherrscher Almansor über die Stadt her, und erst im Jahr 1170 konnte Fernando II. (reg. 1157–1188) Vigo neu besiedeln. Ständige Raubzüge der Normannen und die Pest im 14. Jahrhundert, bei der fast die gesamte Bevölkerung starb, setzten den Viguesen stark zu. Nachdem Karl V. die Stadt 1529 mit Privilegien ausgestattet hatte, blühte Vigo vor allem durch den Südamerika-Handel auf. Sir Francis Drake ließ die unbefestigte Stadt 1589 bei der Gegenarmada gründlich zerstören. Im Jahr 1619 plünderten türkische Piraten in der Ría de Vigo, danach bekam Vigo Stadtmauern. 
1702 endete die Seeschlacht bei Vigo im Spanischen Erbfolgekrieg zwischen einer spanisch-französischen Goldarmada und englisch-niederländischen Geschwadern mit einem Raubzug der siegreichen Engländer durch Vigo. Napoleons Truppen marschierten 1808 in die Stadt ein, nach drei Monaten französischer Besatzung wurden sie von den Viguesen wieder vertrieben. Um 1840 lebten nur noch 5500 Menschen in Vigo. 
Bereits 1853 erschien der Faro de Vigo, die älteste Zeitung Spaniens.

### 20. Jahrhundert
Im Zweiten Weltkrieg war Vigo einer der Stützpunkte der deutschen U-Bootwaffe in Spanien. Zwar hatte Spanien sich für neutral erklärt, doch nicht zuletzt durch die deutsche Unterstützung im Spanischen Bürgerkrieg war die Franco-Diktatur dem NS-Staat gegenüber lange Zeit positiv eingestellt und duldete in der Zeit von 1940 bis 1942 die Verletzung der Neutralität. Die Versorgung der Einheimischen erfolgte in der Regel durch Handelsschiffe. Im Buch und im Film Das Boot wurde dieser Sachverhalt medial verarbeitet.
Nach der Transición wurde Vigo neben Madrid zu einem der Zentren der Movida, des kulturellen Aufbruchs nach dem Ende der Franco-Diktatur.
Im Jahre 1980 versenkte die Tierschutzorganisation Sea Shepherd im Hafen von Vigo die Walfangschiffe Isba I und Isba II, weil sie gegen den Walfang waren.

## Bevölkerungsentwicklung
Legende: Vigo___Vigo + Bouzas___Vigo + Bouzas + Lavadores

Quelle:INE-Archiv – grafische Aufarbeitung für Wikipedia

## Gemeindegliederung
Die Gemeinde Vigo ist in 19 Parroquias gegliedert:
| Parroquias              | Patrozinium  | Einwohner 2024 | Fläche km² | Dichte Einw./km² | Höhe msnm | Ortskennzahl |
| ----------------------- | ------------ | -------------- | ---------- | ---------------- | --------- | ------------ |
| Alcabre                 | Santa Baia   | 4.200          | 1,91       | 2.199            | 26        | 36057010000  |
| Beade                   | Santo Estevo | 5.244          | 7,33       | 715              | 173       | 36057020000  |
| Bembrive                | Santiago     | 4.388          | 8,98       | 489              | 120       | 36057030000  |
| Cabral                  | Santa Mariña | 6.657          | 9,33       | 714              | 254       | 36057050000  |
| Candeán                 | San Cristovo | 4.648          | 6,04       | 770              | 263       | 36057060000  |
| Castrelos               | Santa María  | 7.986          | 3,08       | 2.593            | 102       | 36057070000  |
| Cíes                    |              | 4              | 4,38       | 1                | 6         | 36057000100  |
| Coruxo                  | San Salvador | 5.334          | 8,21       | 650              | 33        | 36057100000  |
| Matamá                  | San Pedro    | 3.605          | 4,37       | 825              | 65        | 36057150000  |
| Navia                   | San Paio     | 6.248          | 2,20       | 2.840            | 17        | 36057160000  |
| Oia                     | San Miguel   | 3.910          | 4,60       | 850              | 30        | 36057190000  |
| Saiáns                  | San Xurxo    | 1.135          | 2,24       | 507              | 72        | 36057260000  |
| Santo André de Comesaña | Santo André  | 6.426          | 3,03       | 2.121            | 38        | 36057090000  |
| Sárdoma                 | San Pedro    | 2.411          | 2,62       | 920              | 30        | 36057250000  |
| Teis                    | San Salvador | 2.193          | 5,46       | 402              | 108       | 36057270000  |
| Valadares               | Santo André  | 5.393          | 11,71      | 461              | 239       | 36057280000  |
| Vigo                    |              | 199.550        | 8,74       | 22.832           | 62        | 36057000200  |
| Zamáns                  | San Mamede   | 848            | 7,67       | 111              | 346       | 36057300000  |

### 21. Jahrhundert
Im 21. Jahrhundert entwickelte sich in Vigo und Umgebung die Touristikindustrie am stärksten und zählt zu den großen Wirtschaftsfaktoren. Vigo erhielt einen großen Kreuzfahrthafen, von dem aus die Altstadt gut erreichbar ist.

## Wirtschaft und Verkehr

### Überblick
Vigo orientiert sich traditionell stark am Atlantischen Ozean; die Stadt verfügt über einen der größten natürlichen Häfen Spaniens und ist Standort der größten Fischereiflotte des Landes. Der Hafen von Vigo hat bei der Versorgung mit Meeresprodukten für den menschlichen Verzehr die weltweit größte Bedeutung. Vigo ist Sitz der Europäischen Fischereiaufsichtsagentur. In Vigo befindet sich darüber hinaus ein Werk des französischen Automobilherstellers Groupe PSA (Peugeot-Citroën), in dem die Modelle C4 Picasso und Berlingo hergestellt werden.

## Wirtschaft
| Ackerbau, Viehzucht und Fischerei                                                  | 0709    | 00,61  |
| Industrie                                                                          | 017.724 | 015,15 |
| Bauwirtschaft                                                                      | 05.362  | 04,58  |
| Dienstleistungsbetriebe                                                            | 093.230 | 079,67 |
| Total                                                                              | 117.025 | 100,00 |
| * Daten aus dem Statistischen Amt für Wirtschaftliche Entwicklung in Galicien, IGE |         |        |

### Verkehr
Eisenbahn
Vigo ist Endpunkt der Eisenbahnlinie Monforte–Ourense–Vigo. Im Zuge des Anschlusses von Vigo an das spanische Hochgeschwindigkeitsnetz wurde der Hauptbahnhof Vigo-Urzáiz von 2011 bis 2015 zeitweise stillgelegt und der neue Bahnhof Vigo-Guixar errichtet. Dieser sollte nach ursprünglichen Planungen wieder aufgelassen werden, ist aber heute der wichtigste Fernverkehrshalt in Vigo. Es gibt Bestrebungen, die beiden Kopfbahnhöfe mit einem Tunnel miteinander zu verbinden, sodass Züge der Linie A Coruña–Lissabon ohne Kopfmachen in Vigo-Urzáiz halten könnten. Es bestehen Zugverbindungen innerhalb Galiciens, nach Barcelona, Valencia, Madrid und Bilbao sowie mit dem Celta ins portugiesische Porto.
 Straßenverkehr
An das spanische Fernstraßennetz ist Vigo durch die Autopista AP-9 angeschlossen, die östlich an der Stadt vorbeiführt. Von der Abfahrt Vigo bis ins Zentrum führt die Autopista AP-9V. Des Weiteren besteht über die Autovía A-52 eine Verbindung nach Ourense.
Flugverkehr 
Die Stadt ist über den in neun Kilometer Entfernung auf dem Gebiet der Nachbargemeinde Redondela liegenden Flughafen Vigo per Flugzeug erreichbar. Die Fluggesellschaften Iberia, Air Europa und Air France verbinden den internationalen Flughafen von Vigo-Peinador mit Direktflügen (mehrmals täglich) nach Barcelona, Bilbao, Madrid, Paris, (einmal täglich, mehrmals wöchentlich oder wöchentlich) Alicante, Gran Canaria, Málaga, Palma, Sevilla und Teneriffa, seit Sommer 2008 auch nach London.
 Schiffsverkehr 
Von Vigo aus führen Fährverbindungen nach Cangas und Moaña auf der gegenüberliegenden Seite der Ría de Vigo sowie zu den Illas Cíes. Es gibt einen Yachthafen, einen Kreuzfahrthafen und einen Stückguthafen.

### Bildung
Vigo ist Standort einer technisch ausgerichteten Universität, an der mehr als 20.000 Studenten eingeschrieben sind.

### Sport
Im Fußball gibt es mit Celta Vigo eine in der Primera División (höchste spanische Liga) spielende Profimannschaft, die mehrfach an der Europa League bzw. dem UEFA-Pokal teilnahm und in der UEFA Champions League 2003/04 das Achtelfinale erreichte. Zudem spielt der Coruxo FC in der drittklassigen Segunda División B. Der Handballverein SD Octavio spielte mehrfach in der höchsten spanischen Handballliga.

## Kultur und Sehenswürdigkeiten
- Von den drei Illas Cíes (der Ría de Vigo vorgelagerte Inseln) sind nur die Illa do Norte und die sich südlich anschließende Illa do Faro mit der Fähre zu erreichen; für die kleinere Illa do Sur benötigt man ein eigenes Boot. Der 433 Hektar große Archipel ist ein beliebtes Naherholungsgebiet mit Stränden und Naturschutzgebiet, wo nistende Möwen, Kormorane und Fischreiher beobachtet werden können. Der Strand Playa de Rodas der Illa do Norte wurde von der britischen Tageszeitung The Guardian zum schönsten Strand der Welt gewählt.
- die Altstadt mit der Kirche Santa Maria, das alte Fischerviertel Berbés und der Hafen
- Vigo besitzt den einzigen Zoo Galiciens, er liegt auf einem 240 m hohen Berg, ist etwa 45.000 m² groß und beherbergt rund 600 Tiere (Löwen, Pumas, Schwarzbären, Bisons und Reptilien).
- die Rande-Brücke an einer Verengung der Ria
- O Castro, die alte Festung von Vigo
- die Playa de Samil, der größte Strand der Stadt
- die Einkaufsstraßen Príncipe, Urzáiz und Gran Vía
- In den eingemeindeten Vororten Bembrive und Castrelos steht jeweils eine sehenswerte romanische Kirche.
- Im Parque de Castrelos befindet sich das Stadtmuseum (Museo Quiñones de León).
- Die Punkband Siniestro total stammt aus Vigo.

In der Umgebung des Passagier- und Frachthafens sind zahlreiche Denkmale aufgestellt, die die großen spanischen Entdecker ehren.

## Städtepartnerschaften
Vigo unterhält Städtepartnerschaften mit
- Buenos Aires (Argentinien)[11]
- Caracas (Venezuela)[11]
- Las Palmas de Gran Canaria (Spanien)[12]
- Lorient (Frankreich)[11]
- Narsaq (Grönland)[11]
- Porto (Portugal)[13]
- Qingdao (China)[14]

## Söhne und Töchter der Stadt
- Casimiro Marcó del Pont (1777–1819), Soldat und von 1815 bis 1818 letzter Gouverneur von Chile
- Domingo García y Vásquez (1859–1912), Maler
- Leopoldo Eijo y Garay (1878–1963), Bischof
- Urania Mella Serrano (1899–1945), Politikerin
- Cesáreo González (1903–1968), Filmproduzent
- Antonio Rodríguez Lesende (1905–1979), argentinischer Tangosänger
- Luís Torras (1912–2024), spanischer Maler
- Carlos Muñoz (1919–2005), Schauspieler
- Manolo Fábregas (1921–1996), Schauspieler, Regisseur und Filmproduzent
- Pahiño (1923–2012), Fußballspieler
- Luis Barboo (1927–2001), Schauspieler
- Santiago Torres Bernárdez (* 1929), Jurist
- Armando González (1931–2022), Steuermann im Rudern
- Concepcion Picciotto (1935–2016), Friedensaktivistin
- Julián Ríos (* 1941), Schriftsteller
- Javier Álvarez (* 1943), Leichtathlet
- Fernando Zunzunegui (1943–2014), Fußballspieler
- Amparo Alonso Betanzos (* 1961), Chemieingenieurin und Hochschullehrerin
- Luisa Fernandez (* 1961), Sängerin
- Begoña Vila (* 1963), Astrophysikerin
- Julio Luis Martínez Martínez (* 1964), Moraltheologe
- Alejandro Gómez (1967–2021), Leichtathlet
- Iván Ferreiro (* 1970), Sänger
- Pedro Alonso (* 1971), Schauspieler
- Carlos Núñez (* 1971), Celtic-Folk-Musiker
- Domingo Villar (1971–2022), Schriftsteller
- Jacinto Rey (* 1972), Schriftsteller
- Quique Álvarez (* 1975), Fußballspieler
- Ramón Souto (* 1976), Komponist
- Begoña Fernández (* 1980), Handballspielerin
- Lucía Martínez (* 1982), Schlagzeugerin
- Borja Oubiña (* 1982), Fußballspieler
- Roi Sánchez (* 1984), Handballtrainer
- Yago Vázquez (* 1984), Jazzmusiker
- Roberto Lago (* 1985), Fußballspieler
- Xisela Aranda (* 1986), Squashspielerin
- Jonathan Pereira Rodríguez (* 1987), Fußballspieler
- Iago Falque (* 1990), Fußballspieler
- Diego Mariño (* 1990), Fußballspieler
- Esther Navarrete (* 1990), Langstreckenläuferin
- Pedro Rodríguez Álvarez (* 1990), spanisch-ungarischer Handballspieler
- Jonatan Giráldez Costas (* 1991), spanischer Fußballtrainer
- Nicolás Rodríguez (* 1991), Segler
- Jonny Otto (* 1994), Fußballspieler
- Santi Mina (* 1995), Fußballspieler
- Martín de la Puente (* 1999), Rollstuhltennisspieler
- Elba Álvarez Torrado (* 2001), Handballspielerin
- Guille Bueno (* 2002), Fußballspieler
- Abel Jordán (* 2003), Leichtathlet
- Stefan Bajčetić (* 2004), spanisch-serbischer Fußballspieler